# Villa Albani

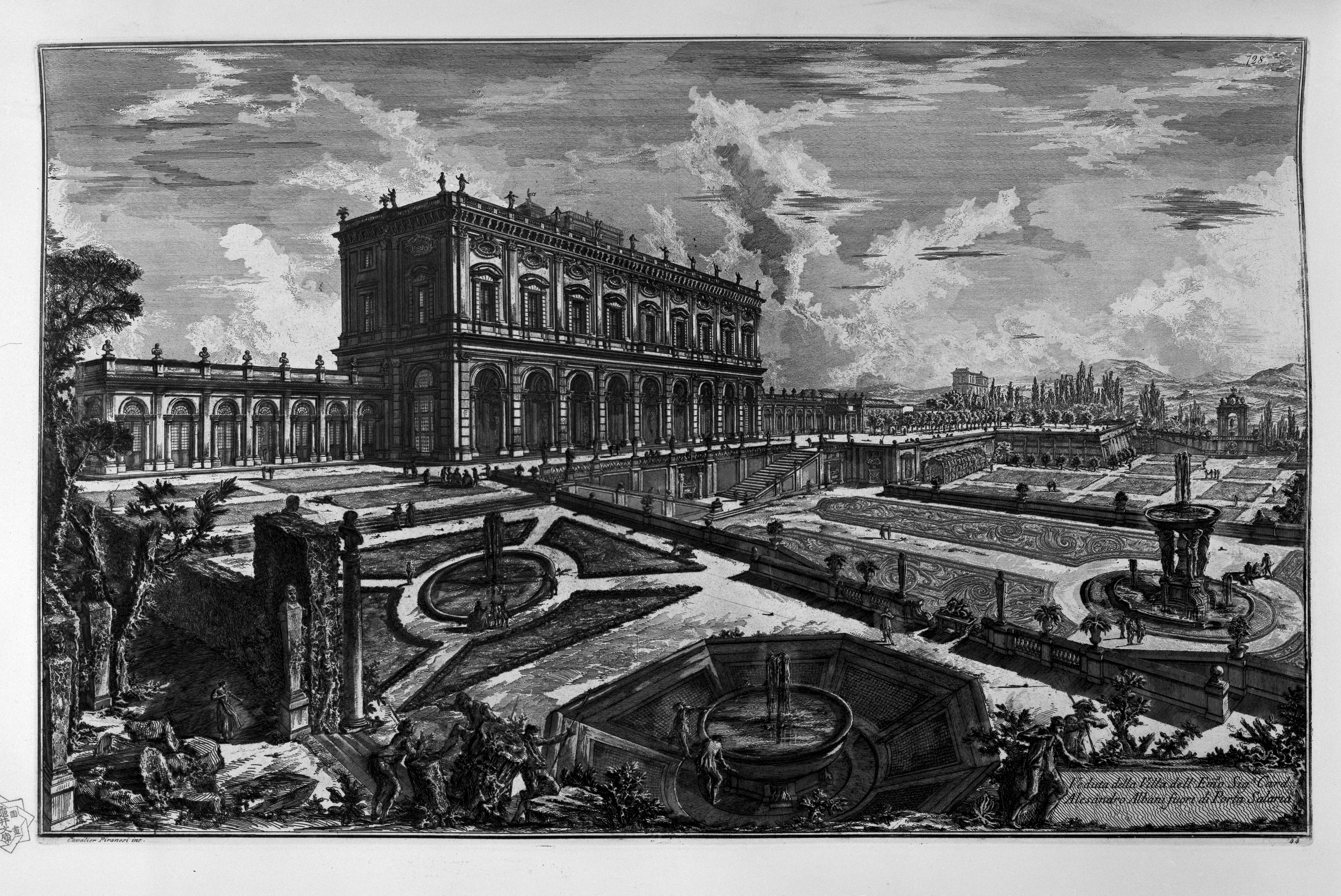
Ansicht der Villa Albani, Zeichnung von Giovanni Battista Piranesi

Die Villa Albani (auch Villa Albani-Torlonia) in Rom wurde an der Via Salaria für den Kardinal Alessandro Albani, den Neffen von Papst Clemens XI., zwischen 1747 und 1767 durch den Architekten Carlo Marchionni errichtet.

## Architektur, Ausstattung und Entstehung
Die Villa umfasst, neben dem eigentlichen Gebäude, einen in italienischem Stil angelegten Garten, zahlreiche Brunnen und kleinere Gebäude, darunter einen verfallenen Tempel, der als gebaute Ruine antike Architekturfragmente integrierte und als eine Art Voliere diente. Die Villa selbst öffnet sich dem Besucher mit einem Gebäudeprospekt, dessen Sockelgeschoss aus einer Serliana, dessen Piano nobile aus einer Reihe architravierter Fenster zwischen Lisenen gebildet wird. Die Gesamtanlage lässt Bezüge zur Villa Adriana bei Tivoli erkennen.

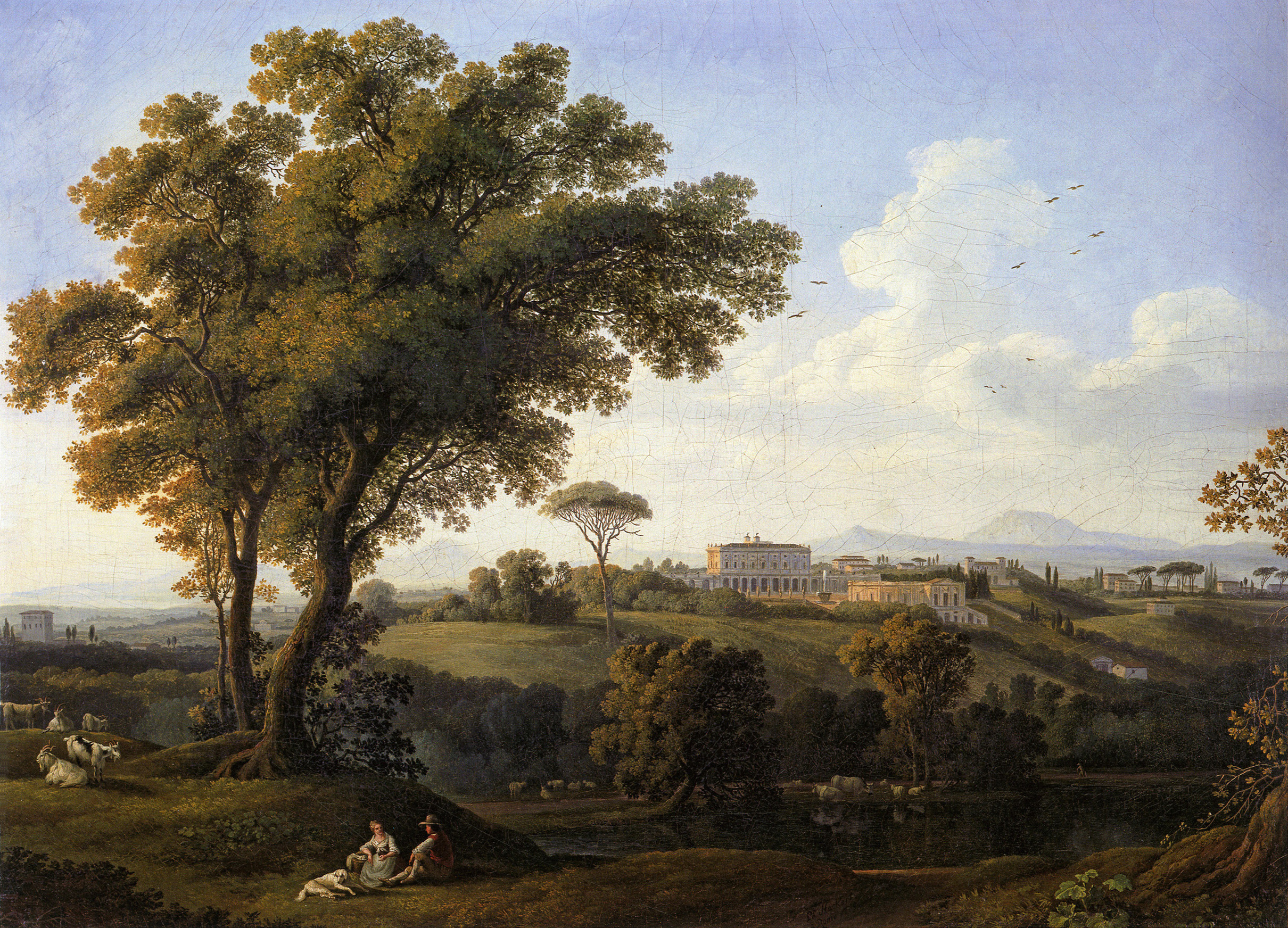
Jakob Philipp Hackert, Blick auf die Villa Albani in Rom, 1779, Anhaltische Gemäldegalerie Dessau

Die Villa diente vornehmlich der Aufstellung der herausragenden, umfangreichen und sich in ständigem Wandel befindlichen Antiken- und Gemäldesammlung des Kardinals, die sich in ihren bedeutenden Teilen nicht unwesentlich aus Ausstattungsstücken der Villa Adriana zusammensetzte. Für ihren Bau veräußerte der Kardinal nach und nach einen Teil seiner Sammlung, der sich – wie etwa der „Antinoos Albani“ – heute in den Kapitolinischen Museen befindet. Die verbliebenen Antiken umfassen griechische Originale, römische Hermen, Reliefs und Marmorgefäße sowie die Fresken der Tomba François aus Vulci. Die Gemäldesammlung vereinigt Werke von Perugino, Jacopo Tintoretto, Giulio Romano, Luca Giordano, Jacques-Louis David, Anthonis van Dyck, Gerrit van Honthorst, Jusepe de Ribera, Jacques Courtois, Luigi Vanvitelli und anderen.

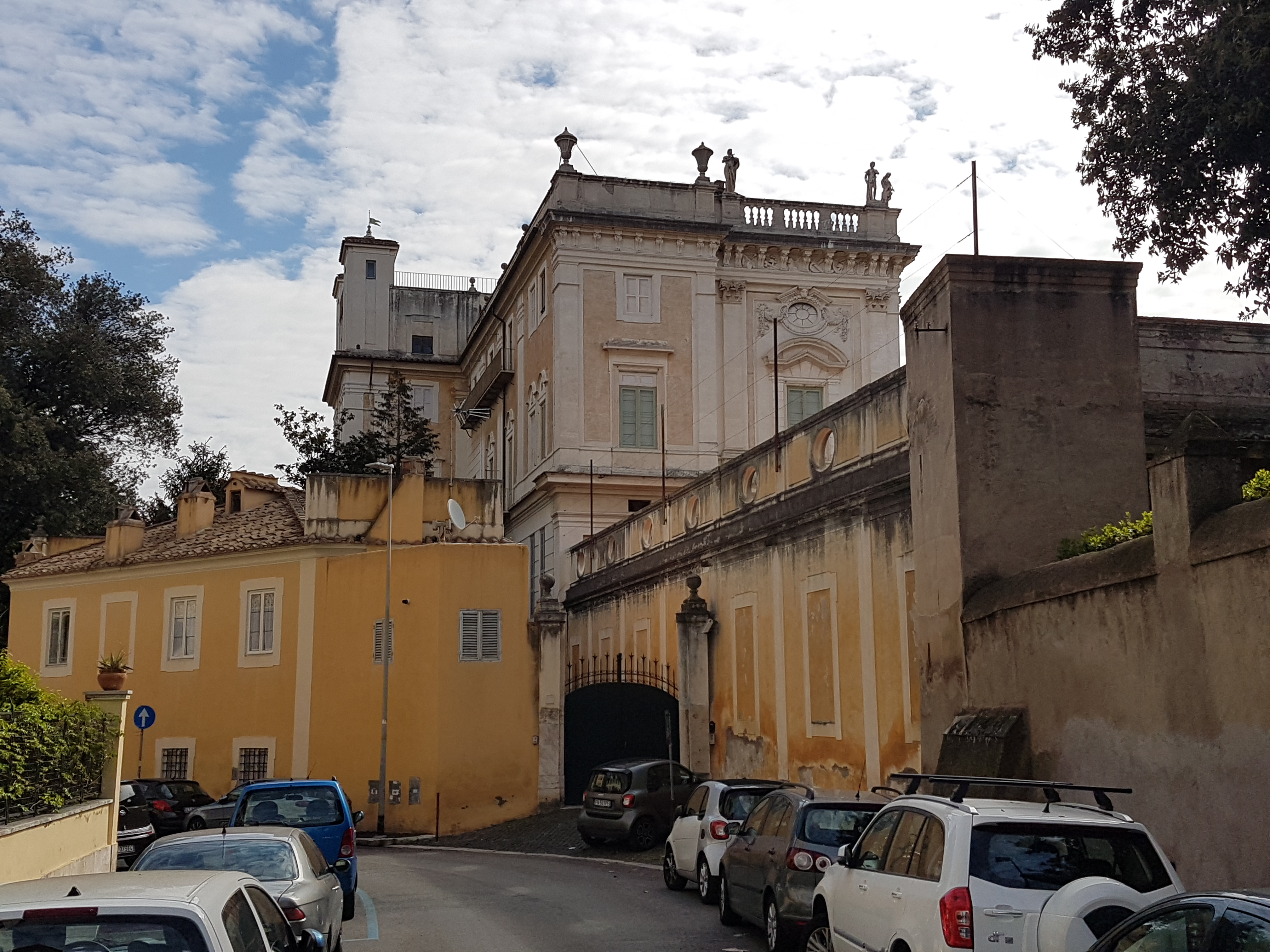
Villa Albani, Ansicht von Nordwest

Im Jahr 1761 erhielt Anton Raphael Mengs, vermittelt durch Johann Joachim Winckelmann, den Auftrag für die künstlerische Ausgestaltung der Villa, für die er im Salon der Villa das Deckenfresko Der Parnass schuf. Es gilt als zentrales Werk des deutschen Klassizismus. Winckelmann, Freund und Berater des Kardinals und von diesem sehr gefördert, entwarf maßgeblich das Programm für die Ausgestaltung, an dessen Ausführung auch Paolo Anesi mitwirkte. Winckelmann selbst war als Bibliothekar des Kardinals bestellt und vor allem mit der Katalogisierung der Antikensammlung betraut.

## Weitere Geschichte

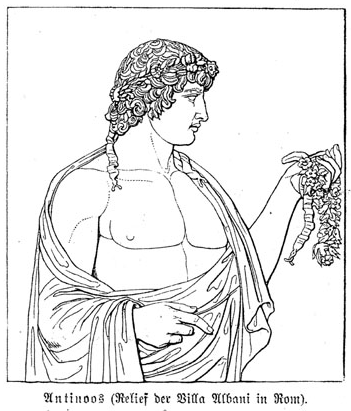
Antinoos-Relief, Villa Albani

Mit der Einnahme Roms am 10. Februar 1798 durch Napoleons General Louis-Alexandre Berthier wurde die Villa als Besitz der Albani konfisziert, zahlreiche Stücke der Sammlung, etwa die Kolossalbüste der Pallas Athene und das Relief des Antinoos, nach Paris geschafft. Was nicht abtransportiert werden konnte, wurde oftmals zerschlagen. Im Jahr 1815 wurden die konfiszierten Stücke von Frankreich zurückgegeben.
Die Villa blieb im Besitz der Familie, bis die letzte Albani, Antonietta Litta Albani, den Principe Carlo aus dem Haus Castelbarco heiratete. Im Jahr 1866 trat Cesare Pompeo Castelbarco die Villa an den Bankier Alessandro Torlonia und die Familie Torlonia ab. Mit dem Wechsel des Eigentümers wurden zahlreiche Stücke der Sammlung in das Museo Torlonia verbracht, die Aufstellung der verbliebenen Sammlung wurde umstrukturiert. Die Münz- und Medaillensammlung des Kardinals wurde der Vatikanischen Apostolischen Bibliothek vermacht. Sarkophage, Säulen und andere Skulpturen wurden auf verschiedene Standorte verteilt, das Antinoos-Relief und zahlreiche weitere Antiken befinden sich aber immer noch in der Villa Albani, in der 1870 die Kapitulation Roms unterzeichnet wurde.
Die Villa ist als Privateigentum der Öffentlichkeit nicht zugänglich und wird nur Gelehrten und Studierenden mit besonderer Erlaubnis geöffnet. Prinz Alessandro Torlonia (1925–2017) gründete kurz vor seinem Tod die Stiftung Fondazione Torlonia mit dem Ziel, die Sammlung Museo Torlonia sowie die Villa Albani zu erhalten und „als Kulturerbe der Familie für die Menschheit zu fördern und an künftige Generationen weiterzugeben“. In Zusammenarbeit mit dem Kulturministerium wird das Ziel angestrebt, neue Kataloge der Antiken- und Gemäldesammlungen zu erstellen sowie ein neues Torlonia-Museum zu schaffen, das der Öffentlichkeit zugänglich ist. Im Jahr 2020 waren 96 Stücke, etwa ein Zehntel der Antikensammlung, zum ersten Mal im Palazzo Caffarelli als Ausstellung I Marmi Torlonia zu besichtigen. 2022 ging die Ausstellungstournee weiter nach Mailand und soll durch weitere internationale Stationen Geld einspielen, um eine künftige Dauerpräsentation vorzubereiten.